# José María Marco Tobarra
José María Marco Tobarra (Madrid, 14 de octubre de 1955) és un intel·lectual, professor i columnista espanyol. Destaca en el camp de la biografia, l'assaig i l'article periodístic.
L'estudi de la història política i intel·lectual espanyola al voltant de la crisi de 1898, fins a la Segona República, ha portat a José María Marco a elaborar una posició crítica sobre el nacionalisme, en particular el nacionalisme espanyol. El nacionalisme no és una exageració perillosa del patriotisme. És una ideologia, apareguda a finals del segle xix, que aspira a destruir la nació liberal i a construir-ne una altra basada en la raça, la llengua o la cultura. Aquesta nova nació és forçosament excloent. El nacionalisme és una de les "religions polítiques", característiques del segle xx, que més destrucció han sembrat. Marco advoca per “dotar de contingut cívic i moral a el corpus de doctrina liberal”.
El nacionalisme s'oposa al patriotisme, tot i que pot utilitzar-lo. El patriotisme és una virtut cívica basada en l'amor al nostre país, que ens porta a estimar-lo com és i no com ens agradaria que fos. Aspira a preservar i a millorar, si és el cas, el seu país. I es troba a la base de les democràcies liberals i pluralistes en què vivim. És el gran tema sobre el qual Marco va escriure la seva Historia patriótica de España (“Història patriòtica d'Espanya”) (2011), un llibre que va proposar una visió integradora d'un país plural, obert i europeu.
José María Marco és catòlic. Afiliat al PSOE i a la UGT entre 1983 i 1989. Es va presentar com a candidat a Senador per Madrid a la candidatura de VOX (eleccions del 28 d'abril de 2019) i va obtenir 610.601 vots. Es va presentar a les eleccions a l'Assemblea de la Comunitat de Madrid a la candidatura de VOX (26 de maig de 2019), va obtenir 287.667 vots i va renunciar a recollir l'acta Des de llavors no està relacionat amb cap organització ni partit polític.

## Obra
- (1988) La inteligencia republicana. (“La intel·ligència republicana”)  Manuel Azaña (1898-1930) (Biblioteca Nueva, 1988).[7]
- (1990) Azaña. Una biografia (“Azaña. Una biografia”) (Mondadori, 1991; Planeta, 1998; Libros Libres, 2007; Biblioteca Online, 2013).
- (1991) Viaje de California (“Viatge de Califòrnia”) (Pre-Textos, 1991).
- (1997) La libertad traicionada (“La llibertat traïda”) (Planeta, 1997; Gota a Gota, 2007).
- (2001) Francisco Giner de los Ríos. Poder, estética y pedagogía (“Francisco Giner dels Rius. Poder, estètica i pedagogia”) (Ciudadela, 2007; Biblioteca Online, 2012).
- (2007) La nueva revolución americana (“La nova revolució americana”) (Ciudadela, 2007).
- (2009) Historia patriótica de España (“Història patriòtica d'Espanya”) (Planeta, 2011, 2013).[8]
- (2013) Antonio Maura. La política pura (“Antonio Maura. La política pura”) (Gota a Gota, 2013).[9]
- (2015) Sueño y destrucción de España. Los nacionalistas españoles (“Somni i destrucció d'Espanya. Els nacionalistes espanyols”) (1898-2015) (Planeta, 2015).[10]
- (2019) Diez razones para amar España (“Deu raons per estimar Espanya”) (Libris, 2019).
- (2019) El verdadero amante. Lope de Vega y el amor. (Ediciones Insólitas, 2019).[11]
- (2020) La Hora de España. Una afirmación liberal conservadora (“L'Hora d'Espanya. Una afirmació liberal conservadora”) (Deusto, 2020).